# Fanny Fern

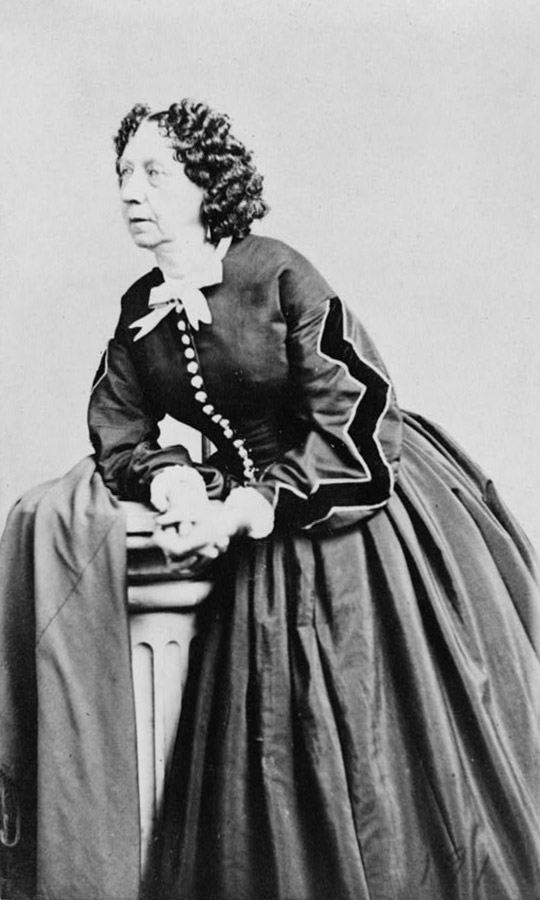
Fanny Fern (um 1866)

Fanny Fern (* 9. Juli 1811 in Portland, Maine, als Sarah Payson Willis; † 10. Oktober 1872 in New York City), verheiratete Sarah Willis Parton, war eine US-amerikanische Kolumnistin und Schriftstellerin.

## Leben
Sarah Payson Willis wurde 1811 im neuenglischen Portland als Tochter des Verlegers Nathaniel Willis geboren. Während sie eine Abneigung gegen ihren streng calvinistischen Vater hegte, fühlte sie sich eng mit ihrer weniger dogmatischen Mutter verbunden. Ihr Bruder war der Schriftsteller Nathaniel Parker Willis. Sie besuchte Catharine Beechers Hartford Female Seminary und heiratete 1837 einen Bankangestellten, mit dem drei Töchter bekam. Nach dem Tod ihrer Mutter 1844, ihrer ältesten Tochter 1845 und ihres Ehemannes 1846 heiratete die nun alleinerziehende Mutter auf Druck ihrer Familie ein zweites Mal, doch ihr zweiter Ehemann entpuppte sich schnell als besitzergreifend und eifersüchtig; die zweite Ehe war gänzlich glücklos. Im Januar 1851 verließ sie ihn, womit sie die damaligen gesellschaftlichen Konventionen brach, nach denen eine Frau nie ihren Ehemann verlassen sollte. Selbst von ihrer leiblichen Familie erhielt sie deshalb nach der Trennung keine Unterstützung, weshalb sie nach anderen Möglichkeiten zur Bestreitung ihres Lebensunterhalts suchte. Zunächst arbeitete sie als Näherin und versuchte, Lehrerin zu werden, ehe sie begann, kleine Artikel zu verfassen. Da ihr Bruder ablehnte, sie in seiner eigenen Zeitung zu veröffentlichen, musste sie auf andere Publikationen ausweichen.
Ferns erste Artikel erschienen 1851 in verschiedenen Bostoner Zeitungen und zeichneten sich bereits durch die ihre typisch prägnante Satire aus. Diese Artikel veröffentlichte sie unter dem Pseudonym Fanny Fern und konnte somit ihre wahre Identität erstmal geheim halten. Schnell erfreuten sich Ferns Artikel über die Stadtgrenzen Bostons hinweg an großer Beliebtheit; bereits ein Jahr später stellte sie die New York Musical World and Times als erste Frau in den USA fest als Kolumnistin an. 1853 gab sie eine Auswahl ihrer bisherigen Kolumnen unter dem Titel Fern Leaves from Fanny’s Portfolio heraus, weitere ähnliche Sammelbänder folgten über die nächsten Jahre. Im gleichen Jahr wurde die Scheidung von ihrem Ehemann juristisch vollzogen, woraufhin Fern den Raum Boston verließ und nach New York City zog. 1855 veröffentlichte sie dort ihren autobiografisch inspirierten Roman Ruth Hall, in dem sie – noch unter Wahrung ihres Pseudonyms – unter anderem in beißender Kritik ihren Vater und Bruder porträtierte. Inhaltlich zeichnet sie ihre eigene Lebensgeschichte als eigenständig Geld verdienende und dadurch konventionsbrechende Frau nach. Für den Roman erhielt sie nicht zuletzt das Lob von Nathaniel Hawthorne, der sie infolgedessen aus einer Generalkritik an schreibenden Frauen 1855 als einzige Schriftstellerin explizit herausnahm. Viele andere Kritiker aber zerrissen den Roman für seine Konventionsbrüche und das Infragestellen der damaligen Geschlechterrollen. Im Rahmen des großen öffentlichen Interesses an dem Roman und der breiten Diskussion seines Inhalts wurde auch Sarah Willis’ Identität als „Fanny Fern“ in der Öffentlichkeit enthüllt.
Ein Jahr später folgte ihr zweiter Roman Rose Clark, indem sie diesmal die Geschichten zweier ganz unterschiedlicher Frauen erzielt, von denen eine (Rose Clark) die damaligen gesellschaftlichen Normen und Erwartungen erfüllt, während die zweite (Gertrude Dean) diese eben nicht erfüllt und so plakativ die Geschichte der Rose Clark unterspült. Insbesondere Gertrude Deans Geschichte ist erneut autobiografisch angelegt und nicht zuletzt inspiriert von Fanny Ferns eigener zweiter Ehe. Rose Clark traf auf ein ähnliches Echo wie Ferns Debütroman, wenngleich einige Kritiken diesmal positiver waren, die häufig aber nur die konventionserfüllende Titelfigur hervorhoben. Durch die vielen Anfeindungen auch gegen sie persönlich veröffentlichte Fern keine weiteren Romane, sondern verlagerte sich anschließend wieder vollständig auf ihre Kolumnen. Bereits 1855 hatte sie nebenher eine Novelle namens Fanny Ford als Feuilletonroman im New York Ledger veröffentlicht. Ein Jahr später stellte sie die Zeitung als Kolumnistin an. Pro Artikel erhielt sie von der Zeitung die damals horrende Summe von 100 US-Dollar. Im gleichen Jahr heiratete sie den Schriftsteller James Parton, mit dem sie einen Ehevertrag schloss, der im Falle einer Scheidung ihr sämtliche von ihr in die Ehe eingebrachte Güter und Wertbestände zugesichert hätte. Neben den Botschaften ihrer Romane setzte sich Fern unter anderem dafür ein, dass Frauen auch Männerkleidung statt spezielle Frauenkleider tragen können, und war eine frühe Verfechterin von Kinderrechten. Nicht zufällig veröffentlichte sie selbst auch drei Kinderbücher. Das Schreiben sah sie für Frauen als Möglichkeit an, die durch Männer ihnen zugefügten seelischen Verletzungen zu verarbeiten.

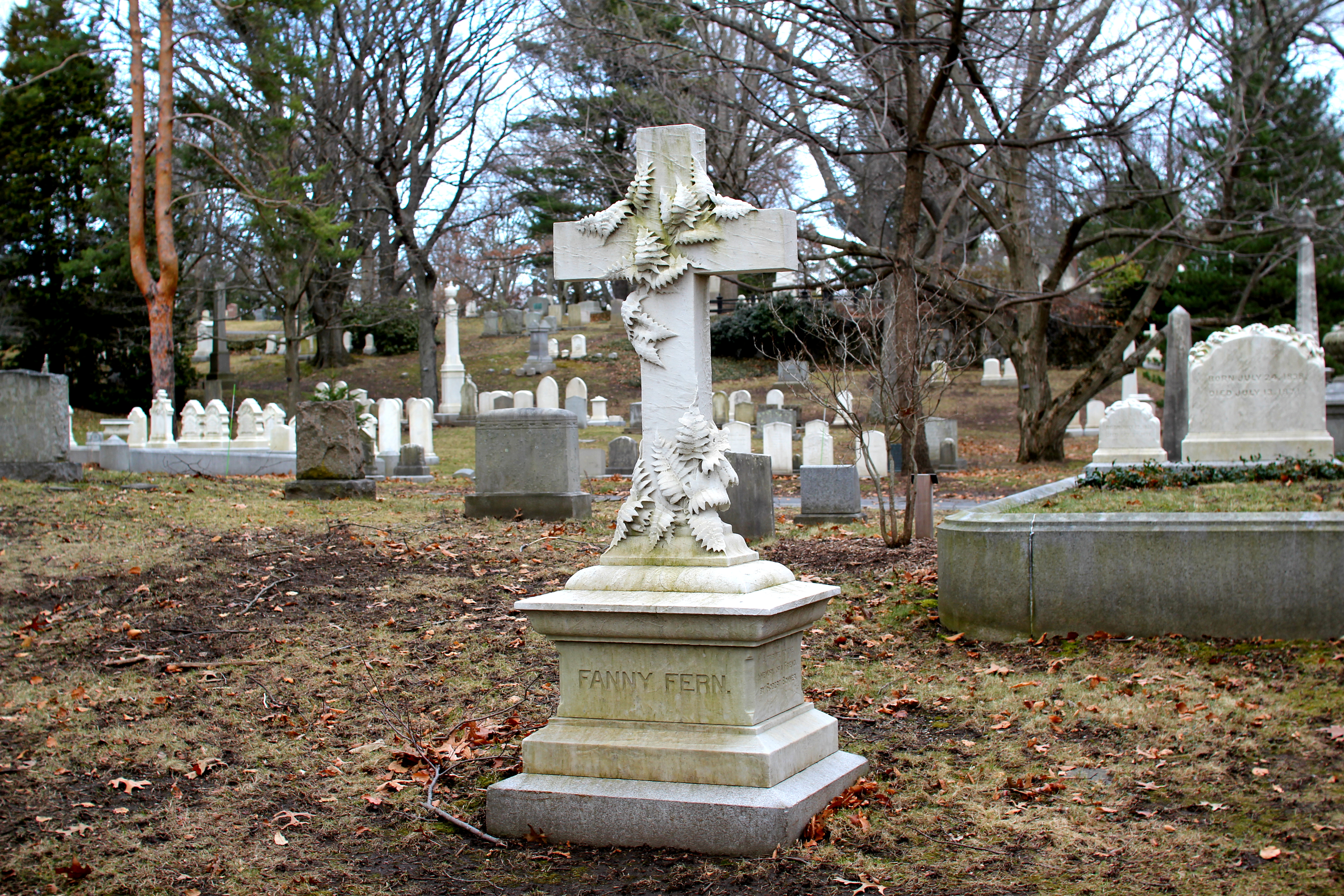
Fanny Ferns Grab auf dem Mount Auburn Cemetery nahe Boston.

An ihrem Lebensende blickte Fern auf eine erfolgreiche Karriere zurück – Stand 1870 hatte sie über 500.000 Bücher verkauft, ihre Kolumne erreichte eine Leserschaft von bis zu 400.000 Lesern. Bis zuletzt setzte sie ihre Arbeit als Kolumnistin fort, ehe sie im Oktober 1872 an einer Krebserkrankung verstarb. War sie zum Zeitpunkt ihrer Tätigkeit eine der beliebtesten Kolumnisten Amerikas, geriet sie Anfang des 20. Jahrhunderts als angeblich sentimentale Schriftstellerin immer mehr in Vergessenheit und Verruf. Erst mit Elizabeth Bancroft Schlesingers Essay Proper Bostonians as Seen by Fanny Fern, den sie 1954 im New England Quarterly veröffentlichte, wurde Fern langsam zu einem Subjekt ernstzunehmender literaturwissenschaftlicher Analysen. Es folgten zahllose weitere Studien, in denen Fern als bedeutende frühe feministische US-Schriftstellerin wiederentdeckt wurde. Joyce Warren publizierte 1986 zunächst eine Werkausgabe Ferns und dann 1992 die Biografie Fanny Fern: An Independent Woman. Vor allem Fanny Ferns Debütroman Ruth Hall ist zum Bestandteil des US-Literaturkanons geworden.

## Veröffentlichungen
Gesammelte Kolumnen
- Fern Leaves from Fanny’s Portfolio. Erster Band: Derby et al., Auburn / Buffalo / Cincinnati 1853. Zweiter Band: Miller, Orton & Mulligan, Auburn / Buffalo 1854.
- Fresh Leaves. Mason Brothers, New York 1857.
- Folly as It Flies. G. W. Carleton & Co., New York 1868.
- Ginger Snaps. G. W. Carleton & Co., New York 1870.
- Caper-Sauce: A Volume of Chit-Chat about Men, Women, and Things. G. W. Carleton & Co., New York 1872.

Romane
- Ruth Hall. Mason Brothers, New York 1855.
- Rose Clark. Mason Brothers, New York 1856.

Kinderliteratur
- Little Ferns for Fanny’s Little Friends. Derby et al., Auburn / Buffalo / Cincinnati 1854.
- The Play-Day Book: New Stories for Little Folks. Mason Brothers, New York 1857.
- A New Story Book for Children. Mason Brothers, New York 1864.

Werkausgaben
- Joyce W. Warren (Hrsg.): Ruth Hall and Other Writings. Rutgers University Press, New Brunswick 1986. ISBN 0-8135-1168-2.